# MED29
MED29 (англ. Mediator complex subunit 29) – білок, який кодується однойменним геном, розташованим у людей на довгому плечі 19-ї хромосоми. Довжина поліпептидного ланцюга білка становить 200 амінокислот, а молекулярна маса — 21 073.
| 10         |  | 20         |  | 30         |  | 40         |  | 50         |
| ---------- |  | ---------- |  | ---------- |  | ---------- |  | ---------- |
| MAASQQQASA |  | ASSAAGVSGP |  | SSAGGPGPQQ |  | QPQPPAQLVG |  | PAQSGLLQQQ |
| QQDFDPVQRY |  | KMLIPQLKES |  | LQTLMKVAAQ |  | NLIQNTNIDN |  | GQKSSDGPIQ |
| RFDKCLEEFY |  | ALCDQLELCL |  | RLAHECLSQS |  | CDSAKHSPTL |  | VPTATKPDAV |
| QPDSLPYPQY |  | LAVIKAQISC |  | AKDIHTALLD |  | CANKVTGKTP |  | APPAGPGGTL |
|            |  |            |  |            |  |            |  |            |

A: Аланін

C: Цистеїн

D: Аспарагінова кислота

E: Глутамінова кислота

F: Фенілаланін

G: Гліцин

H: Гістидин

I: Ізолейцин

K: Лізин

L: Лейцин

M: Метіонін

N: Аспарагін

P: Пролін

Q: Глутамін

R: Аргінін

S: Серин

T: Треонін

V: Валін

Кодований геном білок за функцією належить до активаторів. 
Задіяний у таких біологічних процесах, як транскрипція, регуляція транскрипції, ацетилювання, альтернативний сплайсинг. 
Локалізований у ядрі.